# Ryszard Maleszka
Ryszard Maleszka (ur. 14 stycznia 1949) – polsko-australijski naukowiec i badacz. 
Stopień magistra i doktora uzyskał na Wydziale Genetyki Uniwersytetu Warszawskiego oraz zakończył pracę podoktorską w National Research Council w Kanadzie. Przeprowadził się do Australii w 1987 roku po otrzymaniu stypendium od Australijskiego Uniwersytetu Narodowego w Canberze, gdzie założył niezależne laboratorium w Research School of Biological Sciences. Został emerytowanym profesorem w 2019 roku.
Podczas swojej kariery naukowej Maleszka badał związek między genami a fenotypem, przechodząc od podejść opartych na pojedynczych genach do genomiki oraz w późniejszym okresie do epigenetyki. Zachował nacisk na problemy rozwojowe i wykorzystywał odpowiednie systemy z mierzalnymi, fenotypowymi punktami końcowymi, takimi jak drożdże, Drosophila oraz pszczoły miodne.
Maleszka prowadził pionierskie badania w dziedzinie epigenetyki owadów w Australii i przeprowadził przełomowe badania nad epigenetyczną regulacją polimorfizmów fenotypowych i behawioralnych, wykorzystując model pszczoły miodnej. Badania jego zespołu przyczyniły się do zrozumienia roli czynników niegenetycznych w łączeniu środowiska z ekspresją genów. Maleszka jest także rozpoznawany międzynarodowo za swoją pracę nad genami zaangażowanymi w plastyczność mózgu.
Jest współautorem rozdziałów do kilku książek oraz współwynalazł dwa patenty. Jego prace są cytowane oraz były prezentowane w komentarzach redakcyjnych, mediach i wywiadach.

## Wybrane publikacje
- R. Kucharski i inni, Nutritional Control of Reproductive Status in Honeybees via DNA Methylation, „Science”, 319 (5871), 2008, s. 1827–1830, DOI: 10.1126/science.1153069 (ang.).
- R. Kucharski i inni, The PWWP domain and the evolution of unique DNA methylation toolkits in Hymenoptera, „iScience”, 26, 2023, s. 108193, DOI: 10.1016/j.isci.2023.108193 (ang.).
- S. Foret, R. Maleszka, Function and evolution of a gene family encoding odorant binding-like proteins in a social insect, the honey bee (Apis mellifera), „Genome Research”, 16 (12), 2006, s. 1404–1413, DOI: 10.1101/gr.5075706 (ang.).
- G.L. Miklos, R. Maleszka, Microarray reality checks in the context of a complex disease, „Nature Biotechnology”, 22 (5), 2004, s. 615–621, DOI: 10.1038/nbt965 (ang.).